# Онаферн
Онаферн (Aphernes, Onaphernes, Wanat-hvarnah или Wanafarna) — предводитель или вождь кадусиев, союзник Кира Великого. По Ктесию Онаферн являлся потомком другого царя кадусиев Парсонда. Одна из пехлевийских форм имени Митры соответствующий греческому, сокращенно Анафе (Онаферну).

## Предыстория
Среди кадусиев, врагов мидян, был человек со стремлениями стать царем по имени Онаферн, кадусии тогда были враждебны ему. Он был предателем своего народа и предавая свой народ, действовал в интересах царя Мидии, который потребовал посланника от Астиага. Кир II Великий? назначенный исполнить эту задачу, вспомнил о ниспровержении Сарданапала, последнего царя ассирийцев, мидянином Арбаком. По пути к кадусиям Кир встретил избитого бичом человека, который нес корзину с удобрениями. Человека звали Ойбар, «тот, кто приносит хорошие новости», и халдей истолковал эту встречу как доброе предзнаменование и свою очередь уговаривал Кира отправиться к кадусиям и внушил ему уверенность в себе. Поскольку Кир был деятельным и мужественным, он решил с помощью бога склонить персов к отпадению и попытаться отстранить Астиага от власти, поверив вавилонянину(халдею), прекрасно знающему волю богов. Разговор между Киром и Оибаром — явно параллель беседы между Арбаком и Белезисом, только у Кира помощники одни кадусии, а у Арбака многие другие. Непонятно, зачем Оибару теперь устранять вавилонянина, если он сам важный человек при Кире, тем же способом как и Кир поднявшийся наверх из глубочайшего ничтожества; это пожалуй не по-ктесиевски.

## Гипотезы
Фердинанд Юсти отождествлял Онаферна с персидскийм военачальником Отаной, который был одним из семи заговорощиков, участвовавших в убийстве Гауматы. Онаферн — это название титуала, а настоящее имя его «Hutana-Otanes». Согласно Геродоту, Отана, брат Кассанданы (жены Кира II Великого, матери Камбиса и настоящей Смердис). Отана и Кассандана были детьми Фарнаспа.
Фридрих В. Кёниг называл имя Онаферна иранизированной формой Олоферна. А Олоферн был стратегом Навуходоносора II, которого греки называли Камбизом. Олоферн в свою очередь связывается с каппадокийским Ороферном.
Онофас (иначе Анафас) краткая форма титула Ванафарна, его имя Утана—Отан, сын Сухры (Фарнасп), чье настоящее имя было по-видимому Фарнаспа. Сухра—Фарнаспа представитель могущественнейшего дома Ирана и мог на западе обогатиться. Из обменных браков Ванафарны I с Атоссой и Фарнасповой сестры с Камбизом I в некоторой степени вышла власть Ахеменидов. Сестра Ванафа(рны) II около 570—560 годоов до н. э. стала женой Кира Великого; звали ее Кассандана (или может быть kai Sandane, «и Сандана»); она мать Камбиза и Смердиса и умерла около 538 года до н. э. Федима, сестра Ванафа(рны) III, была замужем за Камбизом, потом за магом и за Дарием, тогда как Ванафа(рна) III женился на Амитиде. Дочь Ванаф(арн)ы IV Амистрида вышла замуж за Ксеркса и это опять стал обменный брак; от Амистриды имел Ксеркс старшего сына Дария, который следовательно уже в 464 году до н. э. царское имя носил, потом двумя годами меньшего Гистаспа—Виштаспу, который в Бактру отправился, и последнего Артаксеркса, который около 492/1 году до н. э. родился; далее, произвел он на свет еще двух дочерей, Родогину (= Фратагуну, frada[t]gona) и Амитиду, которая не по бабке, а по прабабке имя получила и стала женой Мегабиза—Багабухши. Гистасп, брат Ксеркса, по-видимому тот же, что и Масист (но это только звание вроде генеральского чина), который как раз в Бактре был и о чьих интригах рассказывалось.